# Ted Gilmore
Ted Gilmore (Wichita, 21 marzo 1967) è un ex giocatore di football americano e allenatore di football americano statunitense degli Oakland Raiders della National Football League (NFL). Al college giocò a football alla Wyoming University.

## Carriera come allenatore
Gilmore iniziò la sua carriera come allenatore nella NFL il 14 febbraio 2012 con gli Oakland Raiders come allenatore dei wide receiver. Prima spese 17 anni tra varie università. Il 17 gennaio 2014 rifirmò per un altro anno.

## Vittorie e premi
Nessuno

## Vita familiare
Gilmore è sposato con Jennifer da cui ha avuto due figli.